# Npj Quantum Materials
npj Quantum Materials è una rivista scientifica ad accesso aperto e sottoposta a revisione paritaria, che tratta le proprietà, le tecniche di fabbricazione e le applicazioni dei materiali quantistici. Le aree tematiche includono: superconduttori e topologici, fenomeni di correlazione ed effetti quantistici in materiali e sistemi per la generazione di energia.
Fondata nel 2016, è pubblicata dalla Nature Publishing Group in collaborazione con la Nanjing University. I caporedattori sono Sang-Wook Cheong e Steven Kivelson.

## Indicizzazione
Gli abstract e gli articoli della rivista sono indicizzati da: Science Citation Index Expanded (SCI-E), Current Contents, Scopus e Directory of Open Access Journals (DOAJ), fra gli altri.
Secondo il Journal Citation Reports, nel 2020 la rivista ha ricevuto un fattore di impatto pari a 7,032 e uno a 5 anni pari a 7,41. Al 2025 ha avuto un indice H pari a 58.